# Diecezja Berhampur
Diecezja Berhampur (łac. Diœcesis Berhampurensis) – diecezja rzymskokatolicka w Indiach. Została utworzona w 1974 z terenu diecezji Cuttack. W 2016 wydzielone z jej obszaru nową diecezję Rayagada.

## Główne świątynie
- Katedra: Katedra Matki Bożej Królowej Misji w Berhampur

## Biskupi diecezjalni
- Bp Thomas Thiruthalil CM (1974–1989)
- Bp Joseph Das (1993–2006)
- Bp Sarat Chandra Nayak (od 2006)